# Brits zonevoetbalkampioenschap 1947/48
Het Brits zonevoetbalkampioenschap 1947/48 was het derde en laatste voetbalkampioenschap van de Britse bezettingszone in Duitsland. 
Nadat in de Franse en Amerikaanse zone al twee jaar de Oberliga Süd en Oberliga Südwest gespeeld werd kwam nu voor het eerst ook een grote competitie in de Britse zone met de Oberliga Nord en Oberliga West. Er werd nu ook alweer om de landstitel gespeeld, maar dit seizoen namen de clubs ook nog deel aan het Britse kampioenschap.

## Deelnemers
| Borussia Dortmund       | → Kampioen Oberliga West 1947/48 |
| Sportfreunde Katernberg | → Tweede Oberliga West 1947/48   |
| STV Horst-Emscher       | → Derde Oberliga West 1947/48    |
| Hamborn 07              | → Vierde Oberliga West 1947/48   |
| Hamburger SV            | → Kampioen Oberliga Nord 1947/48 |
| FC St. Pauli            | → Tweede Oberliga Nord 1947/48   |
| TSV Braunschweig        | → Derde Oberliga Nord 1947/48    |
| Werder Bremen           | → Vierde Oberliga Nord 1947/48   |

## Eindronde

### Kwartfinale
| Datum    | Team 1                  |   | Team 2            | Uitslag             | Stad          |
| -------- | ----------------------- | - | ----------------- | ------------------- | ------------- |
| 09.05.48 | FC St. Pauli            | – | STV Horst-Emscher | 3:1 (1:1)           | Hamburg       |
| 09.05.48 | Sportfreunde Katernberg | – | TSV Braunschweig  | 1:2 (1:1)           | Gelsenkirchen |
| 09.05.48 | Hamborn 07              | – | Hamburger SV      | 0:1 (0:1)           | Oberhausen    |
| 08.05.48 | Werder Bremen           | – | Borussia Dortmund | 2:3 n.V. (2:2, 1:0) | Hannover      |

### Halve Finale
| Datum    | Team 1            |   | Team 2            | Uitslag             | Stad                      |
| -------- | ----------------- | - | ----------------- | ------------------- | ------------------------- |
| 30.05.48 | Hamburger SV      | – | TSV Braunschweig  | 3:2 (3:1)           | Hamburg, Volksparkstadion |
| 30.05.48 | Borussia Dortmund | – | FC St. Pauli      | 2:2 n.V. (2:2, 1:1) | Gladbeck                  |
| 06.06.48 | FC St. Pauli      | – | Borussia Dortmund | 1:0 (1:0)           | Braunschweig              |

### Troosting
| Datum    | Team 1            |   | Team 2           | Uitslag   | Stad     |
| -------- | ----------------- | - | ---------------- | --------- | -------- |
| 13.06.48 | Borussia Dortmund | – | TSV Braunschweig | 2:0 (?:?) | Dortmund |

### Finale
| Datum    | Team 1       |   | Team 2       | Uitslag   | Stad                      |
| -------- | ------------ | - | ------------ | --------- | ------------------------- |
| 13.06.48 | Hamburger SV | – | FC St. Pauli | 6:1 (2:1) | Hamburg, Stadion Hoheluft |

1945/46 · 1946/47 · 1947/48